# Perol
|  | Per a altres significats, vegeu «Perol (estri de cuina)». |

El perol és un plat típic de Menorca. Es cuina al forn en una cassola de fang o perol. N'hi ha de més o menys senzills, el més simple, que es pot preparar per a acompanyar, sol tenir una capa patates, i hi poden haver també cebes tallades a fines làmines, cobertes de diverses hortalisses, entre les quals hi ha d'haver tomàtic, també tallat a fines làmines, i tot cobert de pa ratllat amb all i julivert trinxats. Es pot fer també amb carn (típicament, unes costelles de porc o de be), marisc (sípia, una llagosta partida en dos trossos, al llarg, o uns llagostins, per exemple) o peix (per exemple, uns molls). En aquest cas, el tall es posa en una sola capa, entre les patates i els tomàquets. Tant el tall com els tomàquets es posen crus, però hi ha qui fregeix abans la patata i la ceba.